# 阿马拉尔费拉多尔
阿马拉尔费拉多尔（葡萄牙語：Amaral Ferrador）是巴西南大河州的一个市镇。总面积506.46平方公里，总人口6254人，人口密度12.3人/平方公里。